# 시미즈역 (오사카부)
시미즈역(일본어: 清水駅, しみずえき)은 일본 오사카부 오사카시 아사히구에 있는 오사카 시영 지하철의 철도역이다.
조석(朝夕)에 당역 발착 열차가 운전되고 있어 이마자토 방면에 유치선이 있다.

## 개요 및 역 구조
섬식 1면 2선의 승강장이 있는 지하역이다. 스크린도어가 설치되어 있으며, 개찰구는 한 군데에만 있다.

### 승강장
| 1 | ■ 이마자토스지 선 | 가모 4초메 · 미도리바시 · 이마자토 방면 |
| 2 | ■ 이마자토스지 선 | 다이시바시이마이치 · 이타카노 방면      |

## 역사
- 2006년 7월 10일: 정식 역명 결정.
- 2006년 12월 24일: 영업 개시.

## 인접역
| ■ 오사카 메트로 이마자토스지선       | ■ 오사카 메트로 이마자토스지선 | ■ 오사카 메트로 이마자토스지선   |
| ------------------------------------ | ------------------------------ | -------------------------------- |
| I14 다이시바시이마이치 이타카노 방면 |                                | I16 신모리후루이치 이마자토 방면 |